# Cerastium lithospermifolium
Cerastium lithospermifolium là loài thực vật có hoa thuộc họ Cẩm chướng. Loài này được Fisch. mô tả khoa học đầu tiên năm 1812.